# (36561) 2000 QJ109
2000 QJ109 (asteroide 36561) é um asteroide da cintura principal. Possui uma excentricidade de 0.10359280 e uma inclinação de 4.74440º.
Este asteroide foi descoberto no dia 29 de agosto de 2000 por LINEAR em Socorro.